# グイネット郡 (ジョージア州)
グイネット郡（英: Gwinnett County）は、アメリカ合衆国ジョージア州の郡である。人口は95万7062人（2020年）で、フルトン郡に次いで州内第2位の郡である。アトランタ都市圏（正確にはアトランタ・サンディスプリングス・マリエッタ都市統計地域）の北東にあって、州間高速道路85号線で結ばれている。郡庁所在地はローレンスビルであり、同郡で人口最大の都市はピーチツリーコーナーズである。郡名はアメリカ独立宣言署名者の一人、バトン・グインネットに因んで名付けられた。

## 地理
グイネット郡は東部大陸分水界に位置している。アメリカ合衆国国勢調査局に拠れば、郡域全面積は436.72平方マイル (1,131.1 km2)であり、このうち陸地432.73平方マイル (1,120.8 km2)、水域は3.99平方マイル (10.3 km2)で水域率は0.91%である。
郡北西部にはチャタフーチー川国立レクリエーション地域の並びがある。貯水池のラニア湖が郡最北部にあり、3州（アラバマ、フロリダ、ジョージア各州）水論争の元になっている。

### 空港
グイネット郡はグイネット空港という名前の地域空港を維持している。元はブリスコー飛行場と呼ばれていた。

### 主要高規格道路

#### 州間高速道路
- 州間高速道路85号線
- 州間高速道路985号線

#### アメリカ国道
- アメリカ国道23号線
- アメリカ国道29号線
- アメリカ国道78号線

#### ジョージア州道
| - ジョージア州道8号線 - ジョージア州道10号線 - ジョージア州道13号線 - ジョージア州道20号線 - ジョージア州道84号線 | - ジョージア州道120号線 - ジョージア州道124号線 - ジョージア州道140号線 - ジョージア州道141号線 - ジョージア州道264号線 | - ジョージア州道316号線 - ジョージア州道317号線 - ジョージア州道324号線 - ジョージア州道347号線 - ジョージア州道365号線 | - ジョージア州道378号線 - ジョージア州道403号線 - ジョージア州道419号線 - ロナルド・レーガン・パークウェイ |

## 人口動態
グイネット郡は州内で最も人種的に多様な郡であり、国内でも多様な方である。
以下は2010年の国勢調査による人口統計データである。
| 基礎データ - 人口: 805,321人 - 世帯数: 202,317 世帯 - 人口密度: 719人/km2（1,861人/mi2） 人種別人口構成 - 白人: 53.3% - アフリカン・アメリカン: 23.6% - ネイティブ・アメリカン: 0.29% - アジア人: 10.6% - 朝鮮系: 2.7% - インド系: 2.6% - ベトナム系: 2.0% - 太平洋諸島系: 0.1% - その他の人種: 8.8% - 混血: 3.1% - ヒスパニック・ラテン系: 20.1% - メキシコ系: 10.7% 年齢別人口構成 - 18歳未満: 28.2% - 18-24歳: 8.7% - 25-44歳: 37.5% - 45-64歳: 20.3% - 65歳以上: 5.4% - 年齢の中央値: 32歳 - 性比（女性100人あたり男性の人口） - 総人口: 101.7 - 18歳以上: 100.1 | 世帯と家族（対世帯数） - 18歳未満の子供がいる: 42.3% - 結婚・同居している夫婦: 61.2% - 未婚・離婚・死別女性が世帯主: 10.0% - 非家族世帯: 24.7% - 単身世帯: 18.4% - 65歳以上の老人1人暮らし: 3.1% - 平均構成人数 - 世帯: 2.88人 - 家族: 3.28人 収入と家計 - 収入の中央値 - 世帯: 60,537米ドル - 家族: 66,693米ドル - 性別 - 男性: 42,343米ドル - 女性: 31,772米ドル - 人口1人あたり収入: 25,006米ドル - 貧困線以下 - 対人口: 5.7% - 対家族数: 3.8% - 18歳未満: 5.9% - 65歳以上: 5.5% |

## 経済
- 農業機器製造のAGCOがダルースに本社を置いている。
- コンピュータ製造のアメリカン・メガトレンドが、郡内ノークロスに近い未編入領域に本社を置いている[5]。
- 総合情報システム企業のNCRが郡内ダルースに近い未編入領域に本社を置いている[6][7]
- フィナンシャルサービスのプリメリカが郡内ダルースに近い未編入領域に本社を置いている[8]
- レストランチェーンのワッフル・ハウスが郡内ノークロスに近い未編入領域に本社を置いている[9][10]
- 疾病対策予防機関のヤークス・ナショナル霊長類研究センターがアトランタ市に近いエモリー大学キャンパスにあり、霊長類の大半を収容する高セキュリティ・ヤークス・フィールド研究所をローレンスビル近くに置いている

## 病院
- グイネット医療センター、ローレンスビル市
- グイネット医療センター、ダルース市
- イーストサイド医療センター、スネルビル市、元エモリー・イーストサイド医療センター、2011年にエモリー健康管理システムと分かれ独立機関になった
- GMC、ダルース市、郡内最大の医療機関、非営利、500床。2つの病院と幾つかの医療施設で構成され、従業員4,300人、契約医師800人以上、患者数は40万人以上である[11]

## メディア
アトランタ大都市圏の主要新聞は「アトランタ・ジャーナル・コンスティチューション」である。
スペイン語新聞「エル・ヌエボ・ジョージア」が郡内ノークロスに近い未編入領域に本社を置いている。

## 教育

### 初等中等教育
グイネット郡公共教育学区が郡内の公立学校を管轄している。

### 私立学校
- グレーター・アトランタ・クリスチャン学校、州内第2位の独立系学校、ノークロス市、
- 聖学院アトランタ国際学校、私立日系の小学校と中学校、ピーチツリーコーナーズ市[14][15]。2003年にオグルソープ大学敷地から、現在の旧ロマニアン・ファースト・バプテスト教会敷地に移転した[16]
- プロビデンス・クリスチャン・アカデミー、リルバーン市
- ウェズレアン・スクール、ピーチツリーコーナーズ市
- オールドスワニー・クリスチャン学校、ビュフォード市[17]

## スポーツ
NHLバッファロー・セイバーズとフェニックス・コヨーテズおよびメジャーリーグベースボールのアトランタ・ブレーブス傘下のマイナーリーグ・チームがこの地域で試合を行い、人材を探している。
| クラブ                         | スポーツ             | リーグ                     | 試合場                         |
| ジョージア・フォース           | アリーナフットボール | アリーナフットボールリーグ | グイネット・センターのアリーナ |
| グイネット・グラディエーターズ | アイスホッケー       | ECHL                       | グイネット・センターのアリーナ |
| グウィネット・ブレーブス       | 野球                 | インターナショナルリーグ   | クールレイ・フィールド         |

## 都市と町
| - ローレンスビル - 郡庁所在地 - ダルース - ピーチツリーコーナーズ - オーバーン（一部はバロウ郡内） - バークレーレイク - ビュフォード（一部はホール郡内） - ダキュラ - グレイソン | - リルバーン - ローガンビル（一部はウォルトン郡内） - ノークロス - レストヘイブン（一部はホール郡内） - スネルビル - シュガーヒル - スワニー - ブレイセルトン（小部分） |

### 未編入の町
- センタービル
- ファイブフォークス
- マウンテンパーク（国勢調査指定地域）